# Setomedea nudicostata
Setomedea nudicostata é uma espécie de gastrópode  da família Charopidae.
É endémica da Austrália.